# Stewart Graham Menzies
Sir Stewart Graham Menzies, britanski general, * 30. januar 1890, London, † 29. maj 1968, London.
V letih 1939−1952 je bil šef britanske obveščevalne službe MI6